# كلوديان جينو
كلوديان جينو (بالألبانية: Klodian Gino‏) هو لاعب كرة قدم ألباني في مركز الوسط، ولد في 13 فبراير 1994 في بيرات في ألبانيا. شارك مع منتخب ألبانيا تحت 19 سنة لكرة القدم ومنتخب ألبانيا تحت 21 سنة لكرة القدم. أما مع النوادي، فقد لعب مع أريس تسالونيكي.

## وصلات خارجية
- كلوديان جينو على موقع الاتحاد الأوربي (الإنجليزية)
- كلوديان جينو على موقع قاعدة بيانات كرة القدم.إي يو (الإنجليزية)
- كلوديان جينو على موقع Soccerway.com (الإنجليزية)
- كلوديان جينو على موقع عالم كرة القدم.نت (الإنجليزية)